# Ischnocnema pusilla
Ischnocnema pusilla é uma espécie de anfíbio da família Brachycephalidae. Endêmica do Brasil, onde pode ser encontrada na Serra da Bocaina, no município de São José do Barreiro, no estado de São Paulo.